# Агав
Агав (грец. Ἄγαβος, відомий також як Агав Пророк) — апостол із сімдесяти, що володів даром пророцтва. Пам'ять в православній церкві — 4 січня і 8 квітня (за юліанським календарем), у католицькій церкві — 13 лютого.

## Біографія
Родом з Юдеї; двічі згадується в книзі Діянь апостолів.

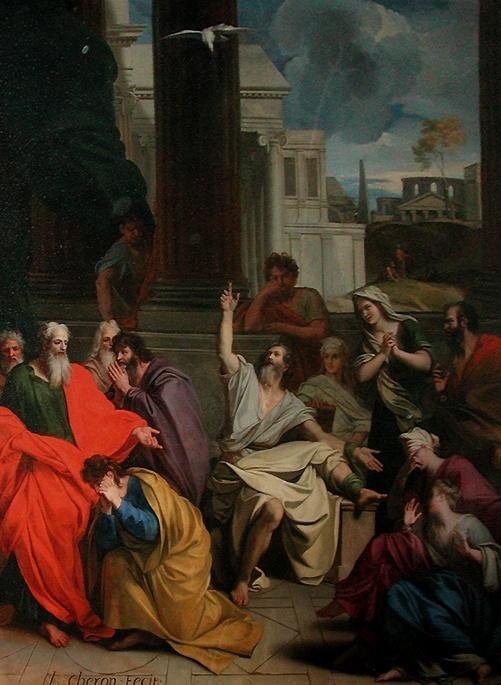
Пророцтво Агава (картина Луї Шерона

У 44 році, перебуваючи в Антіохії, Агав передрік голод, який мав би настати у цілому світі:
| Прибули ж тими днями пророки від Єрусалиму до Антіохії. І встав один з них, на ймення Агав, і Духом прорік, що голод великий у цілому світі настане, як за Клавдія був. (Дії 11:27-28) |
Про цей голод повідомляють римські історики Публій Корнелій Тацит та Йосиф Флавій:
| У цьому році було багато знамень: на Капітолій сіли зловісні птахи, від постійних землетрусів знищились будинки, і страх перед ще більшими лихами викликав сум'яття. Нестача зерна і голод також приймалися за знамення. І справа не обмежилася глухим гомоном, але Клавдія оточили з буйними вигуками і, відтіснивши на край форуму, затиснули в кільце і не випускали звідти, поки він не пробився нарешті крізь стіну порушених людей, врятований загоном воїнів. Стало відомо, що продовольства в Римі залишалося не більше, ніж на п'ятнадцять діб. (Аннали, книга ХІІ, розділ 43) |
| Приїзд цариці (Єлени) був вельми корисний і для мешканців (Єрусалима), бо в цей час місто страждало від голоду і багато жителів вмирали від нестачі харчів. Тоді цариця послала кількох осіб зі своєї свити з великими сумами в Олександрію для закупівлі хліба, а інших наближених на Кіпр за сушеними фініками. Доручення її були швидко виконані, і коли послані повернулися, вона стала роздавати їжу потребуючим. Цим благодіянням вона назавжди залишила серед нашого народу добру про себе пам'ять. Коли ж її син Ізат дізнався про цей голод, то і він послав значні гроші єрусалимським начальникам. Розподілені серед нужденних, ці суми врятували багатьох від жорстоких мук голоду. Ця династія взагалі зробила нашому місту великі послуги; як ми за те виручали її, ми розповімо згодом. (Юдейські старожитності, ХХ, 2.6) |
Через кілька років Агав зустрів апостола Павла в Кесарії Палестинській (у будинку архідиякона Філіпа) і передбачив йому майбутні страждання в  Єрусалимі:

| А назавтра в дорогу ми вибрались, і прийшли в Кесарію. І ввійшли до господи благовісника Пилипа, одного з семидесяти, і позосталися в нього... І коли ми багато днів у них зоставались, то прибув із Юдеї якийсь пророк, Агав на ім'я. І прийшов він до нас, і взяв пояса Павлового, та й зв'язав свої руки та ноги й сказав: Дух Святий так звіщає: Отак зв'яжуть в Єрусалимі юдеї того мужа, що цей пояс його, і видадуть в руки поган... (Дії 11:29-30) |
За переказами, Агав проповідував у різних країнах і загинув мученицькою смертю в  Антіохії.
Існує похвальне слово апостолам Іродіону, Агаву і Руфу (… Patm. 254 Fol 309 X—XI ст.).